# EBK Huse
EBK Huse A/S er en dansk producent af sommerhuse som blev grundlagt i 1976. De har siden produceret mere end 7900 fritidshuse.
EBK Huse er grundlagt af Erik B. Keinicke og hans hustru Marianne Keinicke. Familievirksomheden ledes i dag af grundlæggernes børn. Administrerende direktør Jesper Keinicke og marketingdirektør Dorte Keinicke. Steffen Martin Baungaard er i dag formand for bestyrelsen. Historien og traditionen for at arbejde med træ går fire generationer tilbage. I 1914 startede P.A. Keinicke som tømrer- og snedkermester i Slagelse.

## Hustyper
EBK HUSE producerer otte designlinjer af arkitekttegnede hustyper, hvoraf Musholm var den første.
Mange af husene tegnes på tegnestue, men nogle bliver udviklet i samarbejde med eksterne arkitekter.
Hovedkontor, salgskontor og udstilling forefindes i Slagelse, med yderligere salgskontorer og udstillinger i Middelfart, Roskilde og showroom og kontor i Holte. 
EBK HUSE har over 100 ansatte[kilde mangler] og eksporterer til Tyskland og Island. I Tyskland er det datterselskabet EBK Haus GmbH der står for salg og produktion fra tre afdelinger i Nordtyskland.